# Crypsithyrodes
Crypsithyrodes är ett släkte av fjärilar. Crypsithyrodes ingår i familjen äkta malar.
Kladogram enligt Catalogue of Life:
| Crypsithyrodes | \| \| Crypsithyrodes auriculata \| \| \| \| \| \| Crypsithyrodes concolorella \| \| \| \| \| \| Crypsithyrodes spectatrix \| \| \| \| |
|                | \| \| Crypsithyrodes auriculata \| \| \| \| \| \| Crypsithyrodes concolorella \| \| \| \| \| \| Crypsithyrodes spectatrix \| \| \| \| |
|                | Crypsithyrodes auriculata |
|                | |
|                | Crypsithyrodes concolorella |
|                | |
|                | Crypsithyrodes spectatrix |
|                | |